# La amenaza de Andrómeda (novela)
La amenaza de Andrómeda (en inglés, The Andromeda Strain) es una novela del género thriller de ciencia ficción escrita por Michael Crichton en 1969. La novela representó el primer best-seller del llamado «padre del techno-thriller». La novela se llevó al cine con la obra homónima de Robert Wise en 1971 además de a la pequeña pantalla, en formato de miniserie, emitida por A&E Network en 2008 y producida por los hermanos Ridley y Tony Scott.

## Contexto
En 1969, mientras el resto del mundo se preocupaba por la crisis nuclear, Crichton, aún en la veintena y en la facultad de medicina, sorprendía al público con una novela que, por contraparte, trataba de una crisis biológica con un estilo fresco, novedoso y tan realista que hizo que mucha gente se preguntara si realmente se trataba de una historia real.
La amenaza de Andrómeda fue sin duda un punto de inflexión en la vida del escritor que, desde ese momento, adquiriría gran relevancia en el mundo de la novela, afianzando el género del tecno-thriller. Fue su primer superventas.

## Sinopsis
La novela parte del supuesto de una planificación gubernamental para estudiar o controlar un organismo extraterrestre que pudiera llegar a la Tierra, accidentalmente, a través de uno de los satélites de las muchas misiones espaciales que había en la época; y la forma en que los científicos involucrados se esforzarán para controlar la pandemia.
Crichton, con su tradicional carácter visionario y mirada crítica, nos sumerge en las deficiencias del aparato militar-científico-espacial para mostrarnos que, pese a nuestros mayores esfuerzos, tanto técnicos como económicos, no nos es posible estudiar o controlar lo que desconocemos, especialmente si se trata del concepto de «vida». La novela se escribe en una época en la que los Estados Unidos se erigían como mecenas de la ciencia, la investigación y la tecnología en plena fase decadente de la Guerra Fría.

## Argumento
«Suspense sin tregua... una experiencia escalofriante.»
The Pittsburgh Press

Un grupo de científicos estadounidenses, encabezados por Jeremy Stone, estudian la problemática de un supuesto caso de contaminación extraterrestre debido a una deficiente esterilización, y la probabilidad de que esto suceda a través de las sondas espaciales, que regresan de las misiones enviadas al espacio exterior. Así, dos años antes del «incidente Andrómeda», el gobierno de los Estados Unidos aprueba un proyecto, propuesto por Jeremy Stone y Peter Leavitt, denominado "Proyecto Wildfire", que pretende hacerse cargo del estudio del supuesto organismo u organismos que pudieran filtrarse en la atmósfera terrestre, así como de encontrar un antídoto a futuras infecciones.
Dos años después de haber sido creado el proyecto Wildfire, el satélite norteamericano Scoop 7 es obligado a salir de su órbita para hacerlo aterrizar en una desolada zona desértica de Arizona. Cuando los agentes de campo del proyecto Scoop van a recoger el satélite, descubren que ha sido trasladado al pequeño pueblo de Piedmont cuyos habitantes han perecido rápida y misteriosamente... inevitablemente, se desata el terror.
Así, el equipo de científicos del Wildfire se activa para hacer entrar en servicio a sus integrantes, investigar e intentar bloquear al agente biológico que provoca las muertes, en una loca y errática carrera de investigación médica y científico-biológica, contra el tiempo y contra un probable exterminio de la especie humana.

## Personajes principales
- Doctor Jeremy Stone

Profesor de bacteriología en Stanford (Palo Alto, California); Doble Premio Nobel a los 31 y 36 años.
- Doctor Peter Leavitt

Microbiólogo y epidemiólogo clínico. Sufre epilepsia.
- Doctor Charles Burton

Profesor de patología en la Universidad de Medicina Baylor (Houston, Texas).
- Doctor Mark Hall

Doctor en medicina y cirujano, en activo; el Hombre Impar.

## Ubicaciones
El argumento base de la novela sitúa los hechos en el pueblo fantasma real de Piedmont, Arizona y en el laboratorio ficticio llamado Complejo Wildfire en Neveda.

## Adaptaciones
- La novela fue llevada al cine en 1971 por Robert Wise.
- En mayo de 2008, la A&E Network comenzó a emitir la miniserie para televisión basada en la novela, y que fue producida por Ridley Scott y dirigida por Mikael Salomon.